# Euphranta belalongensis
Euphranta belalongensis
 es una especie de insecto del género Euphranta de la familia Tephritidae del orden Diptera. 
Chua la describió científicamente por primera vez en el año 2000.